# Brassia suavissima
Brassia suavissima är en orkidéart som beskrevs av Franco Pupulin och Bogarín. Brassia suavissima ingår i släktet Brassia och familjen orkidéer.
Artens utbredningsområde är Costa Rica. Inga underarter finns listade i Catalogue of Life.